# Veszprémvarsány, Győr-Moson-Sopron
Veszprémvarsány  este un sat în districtul Pannonhalm, județul Győr-Moson-Sopron, Ungaria, având o populație de 1.067 de locuitori (2011). 

## Demografie
Componența etnică a satului Veszprémvarsány
     Maghiari (97,23%)
     Romi (1,57%)
     Alții (1,2%)
Componența confesională a satului Veszprémvarsány
     Romano-catolici (42,83%)
     Luterani (12%)
     Reformați (4,5%)
     Fără religie (4,31%)
     Necunoscută (35,33%)
     Alte religii (1,31%)
Conform recensământului din 2011, satul Veszprémvarsány avea 1.067 de locuitori. Din punct de vedere etnic, majoritatea locuitorilor (97,23%) erau maghiari, cu o minoritate de romi (1,57%). Nu există o religie majoritară, locuitorii fiind romano-catolici (42,83%), luterani (12,0%), reformați (4,5%) și persoane fără religie (4,31%). Pentru 35,33% din locuitori nu este cunoscută apartenența confesională.